# Peyrusse-le-Roc
Peyrusse-le-Roc är en kommun i departementet Aveyron i regionen Occitanien i södra Frankrike. Kommunen ligger  i kantonen Montbazens som ligger i arrondissementet Villefranche-de-Rouergue. År 2022 hade Peyrusse-le-Roc 202 invånare.

## Befolkningsutveckling
Antalet invånare i kommunen Peyrusse-le-Roc
Referens: INSEE